# Александру Росети
Александру Росети е румънски лингвист, редактор и мемоарист. Ректор на Букурещкия университет. Самият той потомък на болярската фамилия Росети, сключва брак с Мария Рали в Париж, потомка на друга болярска фамилия – Рали или Раул.
Завършва училище в Къмпулунг и гимназията „Георге Лазар“ в родния си град през 1914 г. Между 1916 и 1920 г. е студент във филологическия факултет на Букурешкия университет. По време на участието на Румъния в Първата световна война е мобилизиран и изпратен на фронта, където е ранен през 1917 г. по време на битката при Мерешещи.
След Първата световна война е стипендиант по филология в Париж от 1920 до 1928 г., където пише дипломна работа от 1924 г. върху ротацизма в румънски език. Има две докторски дисептации в Сорбоната от 1926 г.: една за румънската фонетика от XVI век и друга за румънските ръкописи от края на XVI и началото на XVII век в манастирските архиви на Бистрица.
След като получава титлата „доктор по литература“ в Сорбоната, той е университетски преподавател по обща и експериментална фонетика от 1928 г., а след това професор от 1932 г. във Факултета по литература и философия в Букурещкия университет. От 1938 г. е ръководител на университетската катедра по румънски език.
По време на ВСВ се противи на участието на Румъния във войната на страната на Оста. Подкрепя свалянето на диктатурата на Йон Антонеску, поради което става известен като „червения болярин“. След края на войната асистира и сътрудничи на Йоргу Йордан. В периода 1945 – 1946 г. е декан на Факултета по литература и философия, а между 1946 и 1948 г. и ректор на Букурещкия университет. Понятието „Балкански езиков съюз“ е въведено в научен оборот през 1958 г. от Александру Росети.
От 1963 г. е директор на Центъра за фонетични и диалектологични изследвания на Румънската академия на науките. Доктор хонорис кауза на редица университети, член на бюрото на Международното дружество по фонетични науки и член на Международния комитет на славистите. Александру Росети е пионер в Румъния на съвременните подходи към изследванията във фонетиката, фонологията и общата, математическата и структурната лингвистика. Главен редактор на редица специализирани лингвистични и езиковедски издания, включително антология. Надживява, макар и в преклонна възраст, румънската революция. Ентусиазиран, въпреки възрастта си, крои научни планове малко преди смъртта си в началото на 1990 г. Институтът по лингвистика към Румънската академия на науките носи неговото и на Йоргу Йордан името.